# أزمة عبادان

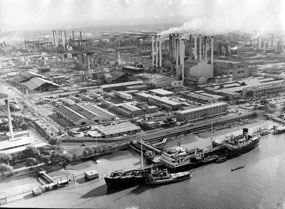

وقعت أزمة عبادان منذ عام 1951 حتى عام 1954، بعدما أممت إيران الأصول الإيرانية التي تستحوذ عليها شركة النفط الأنجلو–إيرانية التابعة لشركة بي بي البريطانية، وطردت جميع الشركات الغربية من مصافي النفط الموجودة في مدينة عبادان (انظر مصفاة عبادان).

## مقدمة
كانت شركة النفط الأنجلو–إيرانية «أكبر الأصول الإفرادية التابعة للمملكة المتحدة في مناطق ما وراء البحار»، وكانت «مصدرًا للفخر الوطني» في حقبة كليمنت أتلي وإرنست بفين في بريطانيا ما بعد الحرب. حتى في «أواخر الأربعينيات وأوائل الخمسينيات من القرن الماضي، اعتقد بعض المسؤولين البريطانيين رفيعي المستوى أن النفط الفارسي هو نفط بريطانيا شرعيًا لأن البريطانين هم من اكتشفوا هذا النفط، وطوروا صناعة تكرير النفط بأموال بريطانية، واستثمروه باستخدام المهارة والابتكار البريطانيين».
على النقيض من ذلك، ارتأى رئيس الوزراء الإيراني محمد مصدق أن الامتياز الممنوح من طرف إيران لشركة النفط الأنجلو إيرانية عام 1993 هو أمر «غير أخلاقي وغير قانوني». تحدى مصدق «جميع جوانب الحضور التجاري البريطاني في إيران». خشي البريطانيون من انتشار وسيادة سياسات مصدق. «بإمكان القوميين في جميع أنحاء العالم إلغاء الامتيازات البريطانية، ويملكون حصانة تمنع معاقبتهم على ذلك».

## التأميم
أمّم البرلمان الإيراني شركة النفط الأنجلو–إيرانية في شهر مارس من عام 1951. في إيران، كان لهذا التأميم صدى شعبي واسع، فاعتبره الإيرانيون إجراء طال انتظاره لوقف نزيف الثروات الوطنية التي بإمكان الحكومة استغلالها للقضاء على الفقر في إيران. في بريطانيا، اعتُبرت عملية التأميم خرقًا غير مقبول للاتفاقية، بل اعتُبرت عملية سرقة. ادعى المبعوثون البريطانيون في الولايات المتحدة عقب التأميم أن السماح لإيران بالقيام بمثل هكذا خطوة «سيعتُبر انتصارًا كبيرًا للروس» وسيسبب «خسارة مئة مليون جنيه إسترليني سنويًا من ميزان مدفوعات المملكة المتحدة، ما سيؤثر جديًا على برنامج إعادة التسلح وتكاليف المعيشة في المملكة المتحدة».
حاصرت السفن الحربية البريطانية عبادان. في الثاني والعشرين من شهر أغسطس، فرضت الخزينة البريطانية سلسلة من العقوبات الاقتصادية على إيران. فمنعت استيراد البضائع البريطانية الرئيسة مثل السكر والصلب، وأشرفت على سحب جميع الموظفين البريطانيين من حقول النفط الإيرانية، والبالغ عددهم 300 موظف إداري في عبادان، ومنعت وصول إيران إلى الحسابات الإيرانية في البنوك البريطانية، والتي تحوي مبالغ بالعملة الصعبة.
عقب انسحاب العمال البريطانيين في خريف عام 1951، شعر الإيرانيون بالثقة، فاعتقدوا أن بإمكانهم، بكل سهولة، توظيف تقنيين غير بريطانيين للإشراف على صناعة النفط وتدريب عمالهم الإيرانيين عقب ذلك ليشرفوا بأنفسهم على حقول النفط. لسوء الحظ، لم تسر الأمور كما شاء الإيرانيون، فرفضت الولايات المتحدة والسويد وبلجيكا وهولندا وباكستان وألمانيا الغربية إرسال تقنيين إلى مصافي النفط الإيرانية المؤممة. وافقت إيطاليا فقط، ما يشير إلى دعم معظم الدول الصناعية لبريطانيا في نزاعها مع إيران بخصوص تأميم مصافي النفط.
في يوليو من عام 1952، اعترضت البحرية الملكية البريطانية ناقلة نفط إيطالية مُسجلة تحت اسم روزماري، وأجبرتها على دخول محمية عدن البريطانية مدعية أن النفط الذي تحمله الناقلة هو متاع مسروق. امتنعت ناقلات النفط الأخرى عن حمل النفط الإيراني بسبب الأنباء التي انتشرت، والتي تفيد باعتراض البحرية الملكية ناقلات النفط التي تحمل نفطًا إيرانيًا، ما أدى إلى تجميد صادرات إيران النفطية.
نشر مناصرو التأميم، من بينهم الشاعر الوطني الإيراني أديب برومند، قصيدة مليئة بالبروباغندا الداعمة لتصرف مصدق. رُويت تلك القصائد عبر إذاعات الراديو، وأُعطيت للناس عبر كراسات ورقية، ونُشرت في الصحف أيضًا.